# Эль-Хаяти, Абденассер
Абденассе́р Эль-Хаяти́ (нидерл. Abdenasser El Khayati; род. 7 февраля 1989, Роттердам, Южная Голландия) — нидерландский футболист, полузащитник.

## Карьера
Эль-Хаяти начинал карьеру в академиях нидерландских клубов «Эксельсиор», «Леонидас» и ПСВ. В октябре 2008 года он дебютировал в первом дивизионе за «Ден Босх». Затем Эль-Хаяти переходил в НАК из Эредивизи, «Олимпиакос» из высшей лиги Кипра и «Тюрнхаут» из третьей лиги Бельгии, однако нигде ни разу не сыграл. В 2014 году Абденассер вернулся в Нидерланды, где за полгода забил 12 мячей в 17 играх за «Козаккен Бойз» в третьем дивизионе.
29 января 2015 года Эль-Хаяти перешёл в «Бертон Альбион», в составе которого он выиграл вторую лигу Англии.
1 февраля 2016 года Эль-Хаяти подписал контракт с «Куинз Парк Рейнджерс» до 2018 года,.
В январе 2017 года Абденассер отправился в аренду в АДО Ден Хааг до конца сезона. В августе его контракт с «КПР» был расторгнут по взаимному согласию, а Эль-Хаяти подписал контракт на три года с АДО Ден Хааг».